# Svend Aage Helnov
Svend Aage Helnov var en dansk kapgænger. Han var medlem af Københavns IF og vandt det danske mesterskab i kapgang 1945. Han satte derudover en dansk rekord og var på landsholdet tre gange.